# حسین اسکندری
حسین اسکندری سیاست‌مدار ایرانی بود، که در دوره بیست و چهارم مجلس شورای ملی به عنوان نماینده میاندوآب از استان آذربایجان غربی در مجلس شورای ملی حضور داشت.